# アンタッチャブル柴田と神咲詩織のいい加減、オトナになれよっ!
『アンタッチャブル柴田と神咲詩織のいい加減、オトナになれよっ!』（アンタッチャブルしばたとかみさきしおりのいいかげん、オトナになれよっ!）は、TBSラジオで2013年4月1日から6月24日まで放送されていたラジオ番組である。

## 番組概要
前番組である『成瀬心美のもうすぐオトナ時間』が、成瀬心美の体調不良による活動休止を受けて終了することになり、代わりに開始されたのが当番組である。『もうすぐオトナ時間』2013年3月18日放送分において当番組を告知し、番組公式サイトやメールアドレスを引き継ぐなど、異例の措置がとられた。
この番組では女優の神咲詩織がさらに成熟した大人になるべく、アンタッチャブルの柴田英嗣のナビを受けながら「オトナ学」を学んでいくもので、変わったオトナから話を聞く「週刊オジサン列伝」の他に、神咲のお悩み相談コーナーと柴田の動物コーナーを設ける。また、前番組に続きリスナーからの相談コーナーも実施。
しかし、前番組から継続していた番組スポンサーが降板することになり、わずか3ヶ月で終了した。

## コーナー
- ♂（お）悩み♀（め）悩み相談コーナー
- 週刊オジサン列伝 ほか